# Карл Дойч
Карл Вольфганг Дойч (нім. Karl Wolfgang Deutsch, 21 липня 1912 року, Прага — 1 листопада 1992 року, Кембридж ) - німецький соціолог і політолог чеського походження. Його праці були спрямовані на вивчення війни, миру, націоналізму, співпраці та взаємоспілкування. Також він вважається одним із найбільш відомих вчених-соціологів ХХ століття.1912

## Біографія
Народившись 21 липня 1912 року в Празі, коли місто було частиною Австро-Угорської імперії, Дойч став громадянином Чехословаччини після Першої світової війни. Його мати, Марія Леопольдіна Шарф Дойч, була соціал-демократом і першою жінкою, вибраною в чехословацький парламент (в 1918 році), вона відома своєю боротьбою з нацизмом. Його батько, Мартин Морріц Дойч, володів магазином оптики на празькій Вацлавській площі і також був активним членом чехословацької соціал-демократичної партії робочих. Його дядько, Юліус Дойч, був важливим політичним лідером в соціал-демократичній партії Австрії.

## Навчання
З 1931 року вивчав математику і оптику, також Карл вивчав право в німецькому Карлівському університеті в Празі, який він закінчив у 1934 році. Він припинив подальше навчання, так як його антинацистська позиція викликала опозицію серед пронацистськи настроєних студентів. Однак, він продовжує навчання у Великій Британії, де захоплюється вивченням соціальних і політичних проблем. Карл одружився в 1936 році на Ruth Slonitz і потім провів два роки в Англії, повернувся до Праги, хоча, через свою колишню антинацистську діяльність, в німецький університет він більше не міг повернутися. Замість цього він вступив до чеського університету, де в 1938 році отримав диплом юриста в галузі міжнародного і канонічного права, а також ступінь доктора філософії політології. У тому ж році, коли було підписано мюнхенську угоду, що дозволило німецьким військам увійти в Судетську область, вони з дружиною поїхали до Сполучених Штатів Америки, звідки вже не повернулися. У 1938 році емігрував до Сполучених Штатів. У 1939 році Дойч поступив на навчання до Гарвардського університету, а потім отримав стипендію для проведення передових досліджень в Гарвардському університеті, де в 1951 році він повторно отримав ступінь доктора філософії в політології.

## Робота
Під час Другої світової війни він працював на Управління стратегічних служб і як аспірант брав участь у конференції в Сан-Франциско, результатом якої стало створення ООН в 1945 році. Дойч викладав в декількох університетах; спочатку в Массачусетському технологічному інституті з 1943 до 1956 року; потім в Єльському університеті по 1967 рік; і знову в Гарварді по 1982 рік. Він працював Стенфілдським професором міжнародного миру у Гарварді і займав цю посаду до своєї смерті.
Карл Дойч працював в галузі кібернетики над застосуванням симуляції і системи динамічних моделей для вивчення соціальних, політичних і економічних проблем. Він докладав зусиль для побудови моделі світу подібної до тієї, що захищається творцямиРимського клубу по книзі «The Limits to Growth» Донеллі Мідоус та ін. (1972). У літературі він ввів нові концепції, подібні «безпечній спільноті».
Він займав ряд інших престижних посад; з 1984 року і пізніше Дойч був членом ради організації World Society Foundation в Цюриху, Швейцарія. Також він був обраний президентом американської асоціації політологів в 1969 році і суспільства для основних дослідницьких систем в 1983 році. З 1977 до 1987 року він був директором Міжнародного інституту порівняльних соціальних досліджень в науковому центрі в Берліні.

## Наукова діяльність
Карл Дойч зробив вагомий вклад у розробку проблем соціальної комунікації, як основи формування національних і державних спільнот. Дойч трактував націю як групу, в межах якої рівень комунікативної активності значно вищий, ніж за її межами. Формування ідеї національної спільності і складання держав, він вважав результатом процесу поступової урбанізації та індустріалізації суспільства, що створює більш широкі можливості для комунікації і, на її основі, - для «соціальної мобілізації». Причини дезінтеграції і загибелі держав розглядав в поступовому ослабленні внутрішньої комунікації між соціальними верствами і виключення з неї нижчих шарів. Останні, втрачаючи можливості реалізувати свої інтереси і підвищити соціальний статус, виявляються в кінцевому рахунку тією силою, яка руйнує існуючу систему або дестабілізує її, робить уразливою перед обличчям зовнішніх загроз. Освіта наднаціональних і міждержавних об'єднань, згідно Дойча, є засобом протидії росту націоналізму в окремих державах, а також збереження і вдосконалення їх соціальних систем. У той же час Дойч відзначав нестабільність існуючих міждержавних об'єднань і небезпеку повернення членів спільнот до «агресивного націоналізму».

## Внесок
Карл Дойч визначав владу як обставину, яка не вимагає від володіючих нею вчитися чомусь додатково. У своїй книзі «Нерви управління: моделі політичної комунікації і контролю» (1966) він розмірковує про політичну систему, як про процес управління і координації зусиль суспільства по досягненню поставлених цілей. Карл Дойч вивів три закономірності: при досягненні мети можливість успіху обернено пропорційна інформаційному навантаженні і запізнюванню реакції системи. Успішність функціонування системи залежить від величини приросту реакції на зміни, але при досягненні порогового значення змін, ця закономірність стає зворотною. Успішна робота системи залежить від здатності до упереджень, від здатності уряду бачити перспективу і вживати необхідних дій у разі появи загроз досягненню мети.

## Особисте життя
Карл Дойч одружився в 1936 році на Рут Слоніц (Ruth Slonitz). У 1938 році він з дружиною переїхав жити до Сполучених Штатів Америки. У нього народилися дві доньки - Mary D. Edsall (письменниця) і Маргарет Д. Керролл (історик в області мистецтва). Також у нього троє онуків: Alexandra Edsall, Софія Керролл і Семюель Керролл. Помер Карл Дойч в Кембриджі, Массачусетс, 1 листопада 1992 року.

## Праці
- «Nationalism and Social Communication», 1953, 1966. ISBN 0-262-04002-6 — з дисертації в Гарварді
- «Нерви управління: моделі політичної комунікації і контролю» (The Nerves of Government: Models of Political Communication and Control), 1963. ISBN 0-02-907280-8
- «Націоналізм та його альтернативи», 1969.
- «Політика та держава. Як люди вирішують долю» («Politics and Government»), 1970. ISBN 0-395-17840-1
- «Arms Control and the Atlantic Alliance» ISBN 0-471-21140-0
- «The Analysis of International Relations» ISBN 0-13-033225-9
- «Nationalism and its Alternatives» ISBN 0-394-43763-2
- «Tides Among Nations» ISBN 0-02-907300-6
- «Voyage of the Mind», 1930—1980. Автобіографічний нарис.